# بيورن ماير
بيورن ماير (بالسويدية: Björn Meyer)‏ هو كاتب أغاني سويدي، ولد في 5 سبتمبر 1965 في ستوكهولم في السويد.

## روابط خارجية
- بيورن ماير على موقع IMDb (الإنجليزية)
- بيورن ماير على موقع ميوزك برينز (الإنجليزية)
- بيورن ماير على موقع أول ميوزيك (الإنجليزية)
- بيورن ماير على موقع ديسكوغز (الإنجليزية)
- بيورن ماير على موقع ديسكوغز (الإنجليزية)